# Kugluktuk Airport
Kugluktuk Airport är en flygplats i Kanada.   Den ligger i territoriet Nunavut, i den centrala delen av landet, 3 400 km nordväst om huvudstaden Ottawa. Kugluktuk Airport ligger 22 meter över havet.
Terrängen runt Kugluktuk Airport är platt. Havet är nära Kugluktuk Airport åt nordost. Trakten runt Kugluktuk Airport är nära nog obefolkad, med mindre än två invånare per kvadratkilometer.. Närmaste större samhälle är Kugluktuk, 2,3 km nordost om Kugluktuk Airport.
Omgivningarna runt Kugluktuk Airport är i huvudsak ett öppet busklandskap.